# フィクトル・ヤンカ

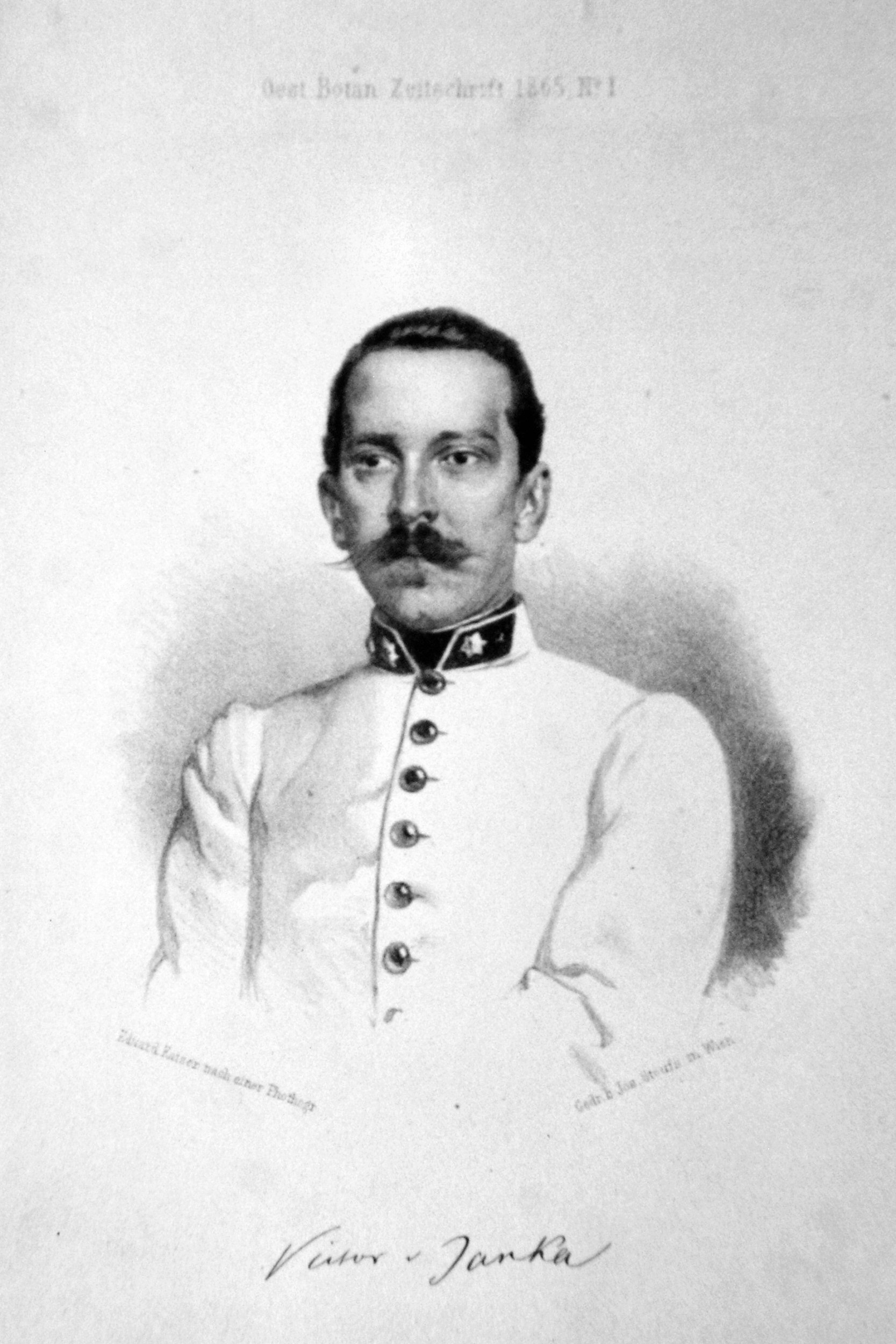
フィクトル・ヤンカ

フィクトル・ヤンカ（ドイツ語: Viktor Janka von Bulcs、または Victor von Janka、または簡単に Viktor Janka、ハンガリー語: bulcsi Janka Viktor、1837年12月24日 - 1890年8月9日）はオーストリア＝ハンガリー帝国の軍人、植物学者である。
ウィーンで生まれた。トランシルヴァニアの貴族の家系である。学生時代から植物学に興味があり、ウィーンや父親の邸宅のあるクラウゼンブルク（現ルーマニアのクルジュ＝ナポカ）で園芸植物を育てた。1859年に士官候補生となり、1861年に任官されるが1867年に退役し、ハンガリーを出て、トランシルヴァニアに移り植物研究に専念した。1870年にハンガリー国立博物館の植物部門の学芸員となり、1871年からバルカン諸国、1874年にマルタ島の学術調査を行った。ヒガンバナ科のAllium diaphanum（Allium ramosumのシノニム）やイヌサフラン科のColchicum Hungaricumなどを記載した。ブダペストで没した。
ユリ科のLilium jankaeやゴマノハグサ科のVerbascum jankaeanumはヤンカに因んで命名された。

## 著作
- 1872. Plantarum novarum turcicarum breviarium
- 1874. Adatok Magyarhon délkeleti florájához, tekintettel dr. Borbás Vincze jelentésére: "Az 1873-ik évben a Bánság területén tett növénytani kutatásokrol
- 1886. Amaryllideae, Dioscoreae et Liliaceae Europaeae analytice elaboratae. Vol. 10, Parte 2 de Természetrajzi Füzetek